# ملک‌آباد (جهرم)
ملک‌آباد یک روستا در ایران است که در بخش مرکزی شهرستان جهرم در استان فارس واقع شده‌است.

## جمعیت
این روستا در دهستان جلگاه قرار دارد و براساس سرشماری مرکز آمار ایران در سال ۱۳۸۵، جمعیت آن ۱۷ نفر (۷ خانوار) بوده‌است.